# Técnico em instrumentação
O técnico em instrumentação é responsável pelo teste, instalação, comissionamento e manutenção de instrumentos e sistemas de instrumentação. Existe uma grande interação com outras especialidades como elétrica, automação, mecânica, caldeiraria, produção, engenharia, o que possibilita trabalhar nos mais diversos cenários.

## Instituições onde formam profissionais de Instrumentação
No Brasil:
- Colégio Técnico da UFMG:
  - Minas Gerais
    - Belo Horizonte.
- Escolas do SENAI:
  - Rio Grande do Sul
    - São Leopoldo;

  - São Paulo

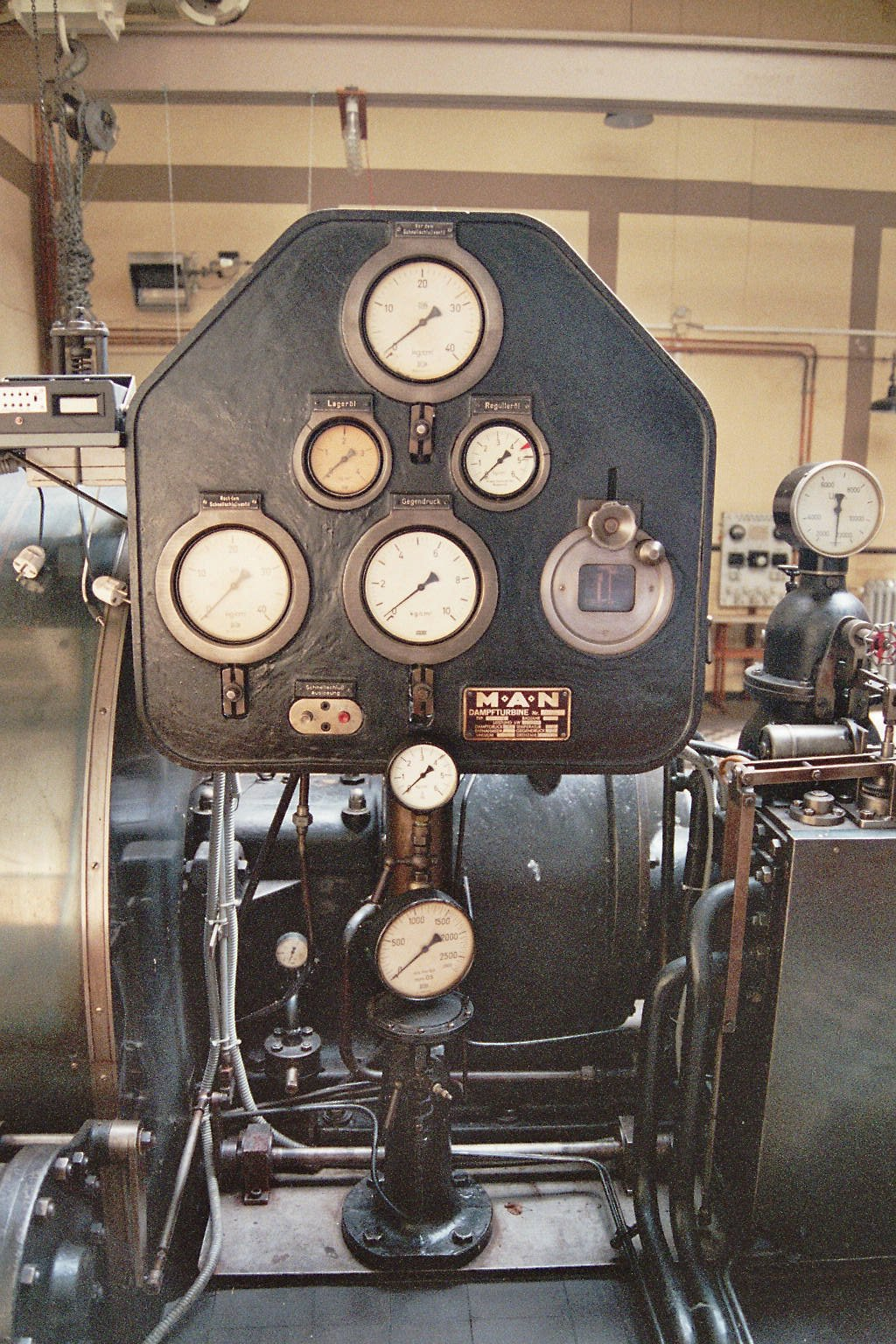
Painel de uma turbina a vapor.

    - nas cidades de Campinas, Cubatão, Jacareí, Lençóis Paulista, Santos e Sertãozinho.
- Na Etec:
  - Santo Amaro

Em Portugal:
- Escola Tecnológica do Litoral Alentejano